# Andrzej Towiański
Andrzej Tomasz Towiański (Antašventė, 1º gennaio 1799 – Zurigo, 13 maggio 1878) è stato un teosofo polacco.

## Biografia
Andrzej Towiański nacque ad Antašventė, in polacco: Antoszwińce, villaggio presso Vilnius; il distretto polacco-lituano cui apparteneva era da poco passato, per via della spartizione della Polonia al termine del secolo XVIII, all'Impero russo. Divenne la guida carismatica di una comunità spirituale conosciuta anche con il nome di Koło Sprawy Bożej (Il Circolo della causa di Dio). Nel 1839 era stato testimone di una visione: lo Spirito Santo e la Vergine Maria lo chiamavano ad agire quale messaggero dell'Apocalisse.
Tra coloro che sono stati indirizzati dal suo pensiero, che si apre alla realtà della Reincarnazione, vi sono i due massimi poeti romantici polacchi: Adam Mickiewicz e Juliusz Słowacki; lo scrittore e poeta Seweryn Goszczyński; il pittore, illustratore e scultore italiano Andrea Fossombrone e Tancredi Canonico, senatore del Regno d'Italia e primo grande biografo italiano di Towiański. Anche Antonio Fogazzaro, che in gioventù studiò a Torino, ove esisteva, nel secolo XIX e ancora all'alba del XX un gruppo di discepoli di Tancredi Canonico, conobbe e ammirò l'opera di questo autore - non solo Tommaso Gallarati Scotti, modernista e discepolo d'elezione del Fogazzaro, ma anche Maria Bersano Begey furono concordi nel dar rilievo a questo aspetto, della storia spirituale del grande scrittore vicentino, connesso con l'elaborazione letteraria fogazzariana de Il Santo (1 ed. del 1905): opera che il Sant'Uffizio, al tempo di papa Pio X, dispose di inserire nell'Indice dei libri proibiti. 
L'ascendente di Towiański su Mickiewicz, divenuto una delle colonne della comunità polacca emigrata in Francia, fu motivo, per alcuni, di controversia: qualche esponente della comunità, infatti, senza alcun fondamento di prove accuserà Towiański di svolgere la funzione di agente zarista. Il teosofo francese Paul Sédir, invece, riconosce nell'opera di Andrzej Towiański (cfr. la celebre opera del Sédir, al secolo Yvon Le Loup, Storia e Dottrina dei Rosa-Croce) la missione rosicruciana.